# Swindermanpoortje

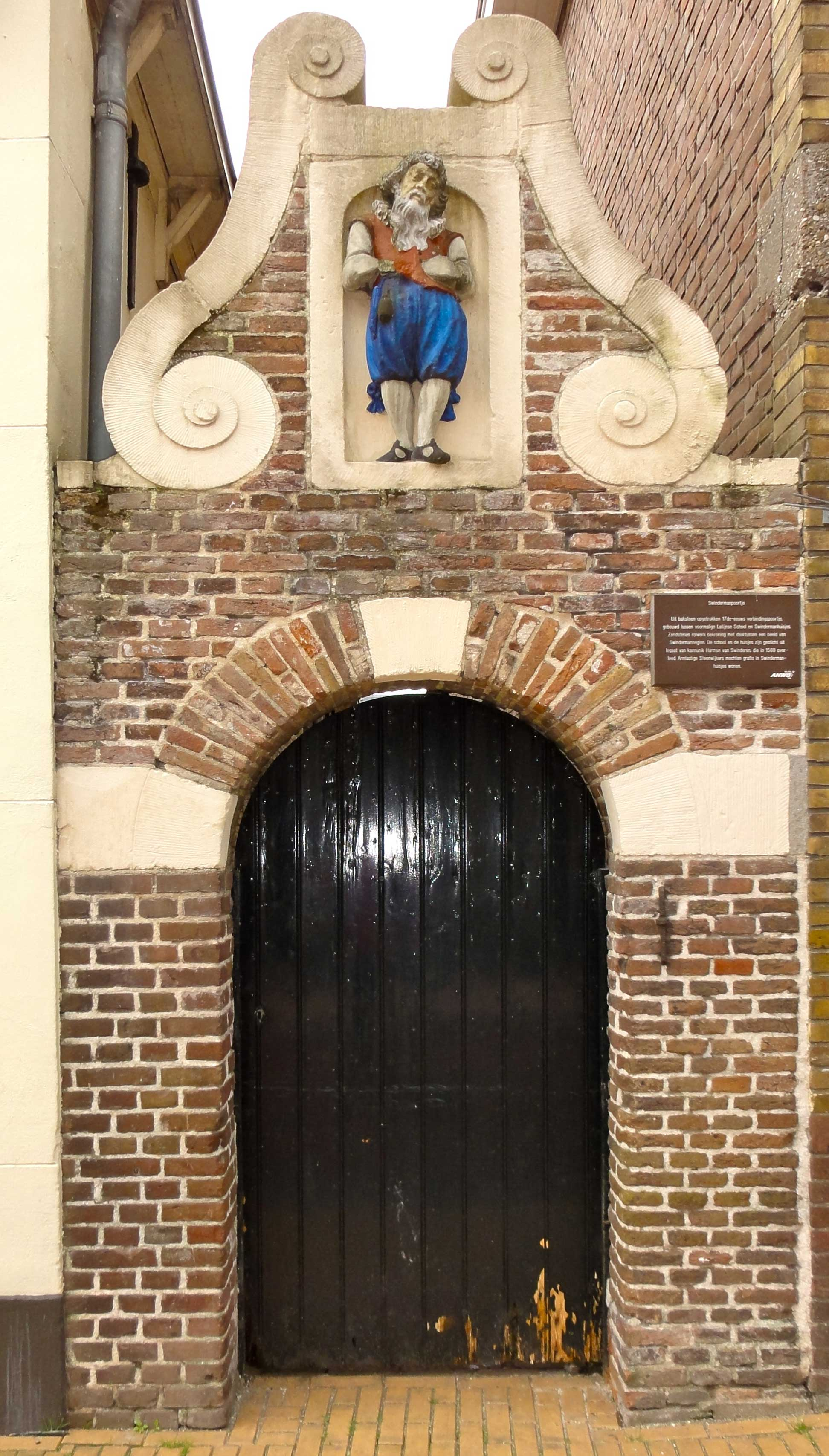
Het Swindermanpoortje bij Scholestraat 10 in Steenwijk

Het Swindermanpoortje is een verbindingspoortje bij de Scholestraat 10 in de Nederlandse plaats Steenwijk, genoemd naar de 16e-eeuwse kanunnik mr. Harmen van Swinderen.
Het monumentale poortje vormde ooit de verbinding tussen de Latijnse school in Steenwijk en de zogenaamde Swindermanhuisjes. Deze huisjes werden bewoond door arme Steenwijkers. De bouw van de huisjes werd mogelijk gemaakt door een legaat van de omstreeks 1560 overleden kanunnik Harmen van Swinderen. De schepenen van Steenwijk waren bij testament aangewezen als oversten van de naar hem genoemde stichting. In de zandstenen bekroning van de poort bevindt zich een reliëf van een van deze bewoners, een Swindermannetje genoemd.
Het poortje is erkend als een rijksmonument.